# Сомешу-Калд
Сомешу-Калд (рум. Someșu Cald) — село у повіті Клуж в Румунії. Входить до складу комуни Джилеу.
Село розташоване на відстані 333 км на північний захід від Бухареста, 21 км на захід від Клуж-Напоки.

## Населення
За даними перепису населення 2002 року у селі проживали 430 осіб. Рідною мовою 426 осіб (99,1%) назвали румунську.
Національний склад населення села:
| Національність | Кількість осіб | Відсоток |
| -------------- | -------------- | -------- |
| румуни         | 424            | 98,6%    |
| угорці         | 6              | 1,4%     |